# Mirtilo
Mirtilo è un personaggio della mitologia greca. Era figlio di Ermes, amico di Pelope, l'eroe eponimo del Peloponneso, e scelto da Enomao come suo auriga.
Secondo altre versioni, Mirtilo era un figlio di Zeus e di Climene.

## Il mito
Pelope si era innamorato di Ippodamia figlia di Enomao il quale avrebbe concesso la figlia solo a chi lo avesse superato in una gara con i carri. La gara fu favorevole a Pelope, tuttavia pare che alla base di questa vittoria ci fosse stato il sabotaggio di Mirtilo a scapito di Enomao. Come tutti i traditori Mirtilo venne ucciso da Pelope per timore che raccontasse la verità. Secondo un'altra versione fu ucciso da Pelope avendo questi appurato che Mirtilo insidiava Ippodamia. In punto di morte Mirtilo maledisse Pelope e tutta la sua discendenza. Il suo cadavere fu trasformato da Ermes nella Costellazione dell'Auriga.